# Volare Airlines
VolareWeb o Volare Airlines era una aerolínea italiana.

## Historia
La línea aérea operó vuelos de Italia a España, a Alemania, a Francia, a Bélgica, a República Checa, a Estonia y a Rumania. Volare suspendió sus operaciones en noviembre de 2004 y se declaró en bancarrota. Miles de pasajeros se quedaron en tierra y todavía no se les ha devuelto el importe de los billetes. Desde entonces, la línea aérea ha salido de bancarrota y ahora está volando en rutas italianas aunque tiene vuelos hacia París Orly.[cita requerida]

## Flota
En  2007 la empresa agregó a su flota 3 Airbus A320-200 teniendo en total 4 aviones.
- 4 Airbus A320-200